# Station Sainte-Geneviève-des-Bois
Sainte-Geneviève-des-Bois is een station aan lijn C van het RER-netwerk gelegen in de Franse gemeente Sainte-Geneviève-des-Bois in het departement Essonne.